# Asmik Grigorian
Asmik Grigorian (Vílnius, 12 de maig de 1981) és una soprano lituana.

## Vida i carrera
El 1999, Asmik Grigorian es va graduar a Escola Nacional d'Art M. K. Čiurlionis de Vílnius. Va estudiar música a l'⁣Acadèmia Lituana de Música i Teatre i es va graduar amb un màster el 2006. Grigorian va debutar a Lituània, més tard va actuar a l'⁣Òpera Nacional de Letònia i al Teatre Mariïnski. És membre fundadora de l'Òpera de la Ciutat de Vílnius i ha rebut el màxim premi del teatre lituà dues vegades, la Golden Stage Cross, el 2005 i el 2010.
Des del 2011, Grigorian va actuar en diversos teatres d'òpera de l'escenari internacional. Va destacar per primera vegada en òperes de Piotr Ilitx Txaikovski, interpretant papers principals, com Nastasya a La fetillera al Theater an der Wien el setembre de 2014 i com a Tatiana a Ievgueni Oneguin a la Komische Oper Berlin el 2016.
El maig de 2016, Grigorian va ser guardonada als International Opera Awards de Londres com a Millor debutant. El desembre de 2016 va actuar a la Royal Swedish Opera en l'estrena de l'òpera Fedora d'Umberto Giordano en el paper principal. En el seu debut al Festival de Salzburg l'agost de 2017, va cantar el paper de Marie a l'òpera Wozzeck d'Alban Berg amb l'aclamació de la crítica. Grigorian va ser elogiada com un «músic excel·lent, amb una profunda comprensió de l'estil vocal bergià». En anys posteriors hi va tornar per cantar Salome i Elektra de Strauss.
L'abril de 2018 va debutar al Gran Teatre del Liceu en el paper de Tamara a Demon d'Artur Rubinstein. Grigorian va fer el seu debut al Festival Internacional d'Edimburg l'agost de 2019 quan la Komische Oper Berlin va portar la seva producció d'Eugene Onegin de Txaikovski a Edimburg. El juliol de 2021 va debutar al Festival de Bayreuth com a Senta a L'holandès errant dirigida per Oksana Lyniv.

## Família
Asmik Grigorian és filla del tenor armeni Gegham Grigoryan (1951–2016), que va cantar diverses vegades al Liceu, i de la soprano lituana Irena Milkevičiūtė (n. 1947), professora de LMTA.
Del 2000 al 2007 va estar casada amb el cantant d'òpera Giedrius Žalys (n. 1969) (l'any 2002 va ser mare d'un fill). El juliol de 2015 es va casar amb un director de teatre rus Vasily Barkhatov (n. 1983) amb qui va tenir una filla (n. 2016).
El seu germà, Vartan Grigorian, és director d'orquestra.

## Premis
- Millor cantant femenina als International Opera Awards (2019)[18]
- Ordre dels mèrits a Lituània, Creu de cavaller (2018)

## Discografia
- Amb Dmitri Hvorostovski: Dmitri Hvorostovsky Sings of War, Peace, Love and Sorrow, com a company de duet a Guerra i pau de Serguei Prokófiev i Demon d'Anton Rubinstein. Delos International, 2016